# 呂憲
呂憲（1458年—1531年），字大章，號怡齋。祖籍山東陽信縣，明孝宗、世宗時期宦官，先後以內官監太監的身分歷任福建提督市舶太監、河南鎮守太監、南京守備太監。為人清苦端重，有儒者之風，與正德時期宦官時常專權的形象迥異，為時人及後世文人所稱道。

## 性格
呂憲性格以清謹廉潔聞名，十分討厭同時期宦官的所做所為。並且時常以書史自娱自樂，頗有儒者之風範。

## 生平

### 背景
祖籍山東陽信縣，曾祖名弘德，祖名思英，父名邕，母史氏、宋氏。前母兄謙先卒，母弟鉞，前錦衣衛副千戶。於成化十三年（1477年），也就是約莫19歲的年紀入內庭為宦官。